# Belleek
Belleek est un village frontalier entre le comté de Fermanagh (en Irlande du Nord) et le comté de Donegal (en république d'Irlande). La plupart du village se trouve dans le comté de Fermanagh, plaçant ce village comme le plus à l'ouest du Royaume-Uni. Au recensement de 2001, la population atteignait 836 habitants.

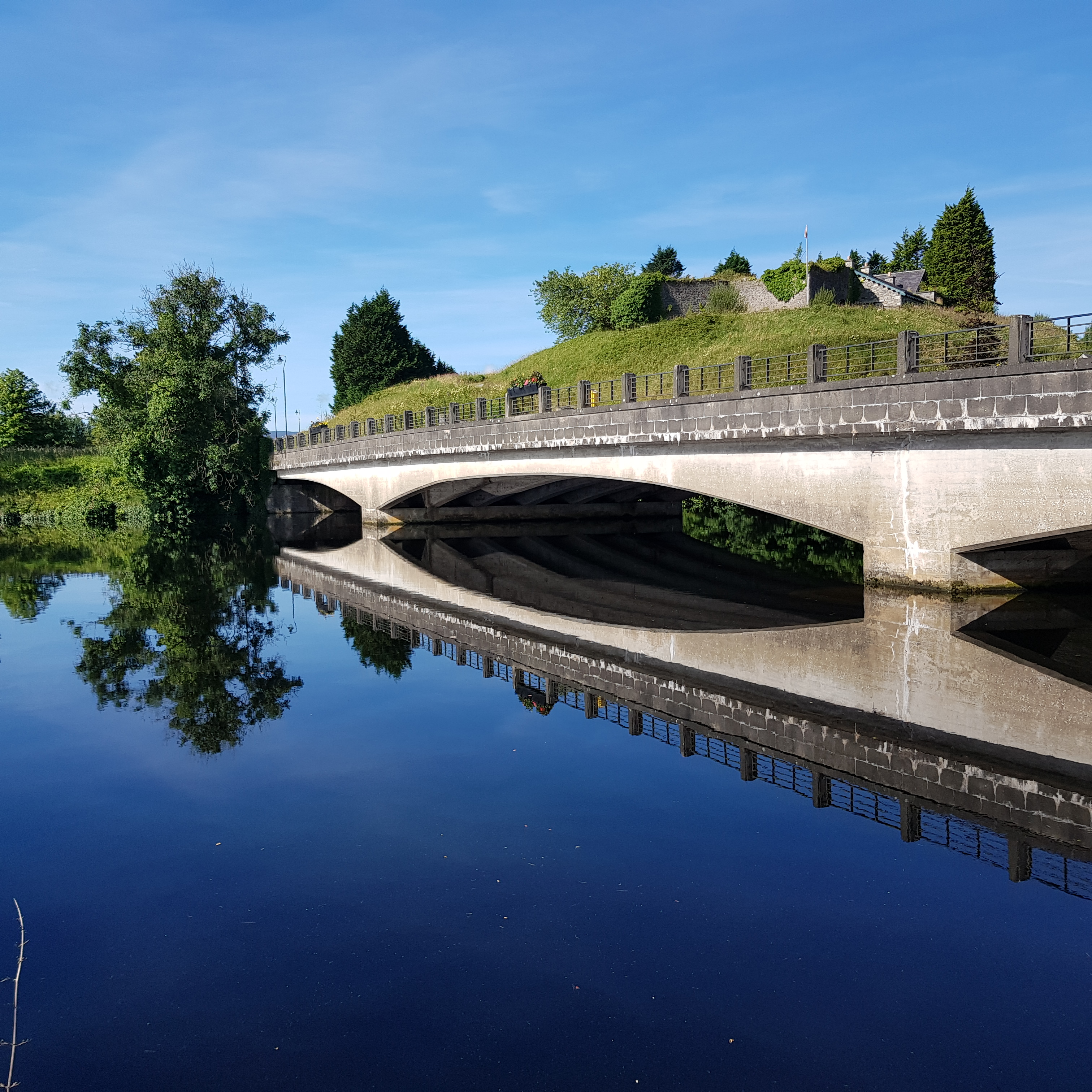
Rivière